# Romanitas
Romanitas är en samlingsterm för de politiska och kulturella attribut som romarna själva definierade sig genom. Begreppet härrör från latinet på 200-talet, och kan ungefärligen översättas genom "romerskhet". Begreppet har också använts av moderna historiker för att studera romarnas identitet och självbild. 
Den första att använda begreppet var Tertullianus, om än nedsättande. Cochrane i sin studie av samväldesbegreppet under antiken konstaterar att det var genom romanitas som den romerska civilisationen, där religion, ras och kultur lyckades överbryggas, kunde byggas stark.